# Chasmopodium afzelii
Chasmopodium afzelii är en gräsart som först beskrevs av Eduard Hackel, och fick sitt nu gällande namn av Otto Stapf. Chasmopodium afzelii ingår i släktet Chasmopodium och familjen gräs. Inga underarter finns listade i Catalogue of Life.